# Jacques de Borchgrave
Gérard Jacques Jules Guillaume de Borchgrave (Ixelles, 2 de febrero de 1902 – Fuencarral, 21 de diciembre de 1936) fue un noble y diplomático belga, adscrito a la Embajada de su país en España en el transcurso de la Guerra Civil. Murió asesinado por milicianos frentepopulistas, lo que motivó un escándalo internacional y, a la postre, el acercamiento de los belgas al bando nacional.

## Vida
Era hijo del destacado diplomático belga Emile de Borchgrave. Casó en Maastricht el 28 de octubre de 1933 con Thérèse Dorothée Mooser Mc Greevy, de 41 años, natural de San Francisco (EE. UU.). Antes de la Guerra Civil Borchgrave era el representante de la Mercedes-Benz en España.
El 20 de diciembre de 1936 salió de la embajada belga en su coche oficial, y ya no se le volvió a ver. El 28 de diciembre, el Encargado de Negocios de la Embajada de Bélgica en Madrid, Joe Berryer, descubrió el cuerpo sin vida del barón Borchgrave en una fosa común en la localidad de Fuencarral, con tres tiros a quemarropa (dos en la espalda y uno en la cabeza). El cadáver, horriblemente mutilado, sólo pudo ser identificado por el nombre del sastre belga que llevaba en su traje.
La primera versión oficial del Gobierno de Largo Caballero fue que murió en un bombardeo franquista sobre Madrid, pero luego se sostuvo que había sido apresado por elementos de las Brigadas Internacionales, sometido a consejo de guerra sumarísimo —acusado de haber prestado servicios de espionaje para el general Franco y de haber favorecido la deserción de voluntarios belgas— y fusilado. Un mes después del asesinato, la Justicia republicana no había encontrado ninguna prueba de tales acusaciones, de modo que el Gobierno de Leopoldo III (encabezado por Paul van Zeeland) exigió disculpas oficiales, honores militares en los funerales de la víctima, una indemnización a la familia y, por último, castigo para los culpables.
El Gobierno republicano se negó a admitir cualquier tipo de responsabilidad y encontró excesiva la cantidad fijada para la indemnización. Ya que los belgas carecían de pruebas del asesinato, Largo Caballero decidió someter el caso ante el Tribunal de La Haya. En enero de 1938 ambos Gobiernos renunciaron a proseguir el contencioso por falta de pruebas de la participación de agentes del Gobierno de Largo Caballero en el asesinato. Por su parte, el Gobierno republicano se avino a pagar una indemnización de un millón de francos belgas.
En Bélgica, el asesinato de Borchgrave fue comparado con el de José Calvo Sotelo, y provocó la dimisión del socialista Émile Vandervelde, ministro de Sanidad y vicepresidente del Gobierno. Además, favoreció el acercamiento de los belgas al bando nacional. El Gobierno belga acabó por reconocer al presidido por Franco como legítimo el 13 de enero de 1939.